# Draft de la NBA Development League de 2008
El Draft de la NBA Development League de 2008 se celebró el día 7 de noviembre de 2008. Constó de 10 rondas.

## Selecciones del draft
| PG | Base | SG | Escolta | SF | Alero | PF | Ala Pívot | C | Pívot |

### Primera ronda
| Pick | Jugador           | Pos. | Nacionalidad   | Equipo                   | Universidad / Club |
| ---- | ----------------- | ---- | -------------- | ------------------------ | ------------------ |
| 1    | Chris Richard     | SF   | Estados Unidos | Tulsa 66ers              | Florida            |
| 2    | James Mays        | PF   | Estados Unidos | Colorado 14ers           | Clemson            |
| 3    | Jermareo Davidson | PF   | Estados Unidos | Idaho Stampede           | Alabama            |
| 4    | Gary Forbes       | SF   | Panamá         | Sioux Falls Skyforce     | Massachusetts      |
| 5    | Derrick Byars     | SF   | Estados Unidos | Bakersfield Jam          | Vanderbilt         |
| 6    | Coleman Collins   | SF   | Estados Unidos | Fort Wayne Mad Ants      | Virginia Tech      |
| 7    | Erik Daniels      | SF   | Estados Unidos | Erie BayHawks            | Kentucky           |
| 8    | Tierre Brown      | PG   | Estados Unidos | Anaheim Arsenal          | McNeese State      |
| 9    | Denham Brown      | PG   | Canadá         | Utah Flash               | Connecticut        |
| 10   | Antonio Meeking   | PF   | Estados Unidos | Reno Bighorns            | Louisiana Tech     |
| 11   | Marcus Hubbard    | C    | Estados Unidos | Dakota Wizards           | Angelo State       |
| 12   | Smush Parker      | PG   | Estados Unidos | Rio Grande Valley Vipers | Fordham            |
| 13   | Jasper Johnson    | PF   | Estados Unidos | Los Angeles D-Fenders    | Delta State        |
| 14   | David Noel        | SF   | Estados Unidos | Albuquerque Thunderbirds | North Carolina     |
| 15   | Cartier Martin    | SF   | Estados Unidos | Iowa Energy              | Kansas State       |
| 16   | Rob McKiver       | SG   | Estados Unidos | Austin Toros             | Houston            |

### Segunda ronda
| Pick | Jugador          | Pos. | Nacionalidad   | Equipo                   | Universidad / Club       |
| ---- | ---------------- | ---- | -------------- | ------------------------ | ------------------------ |
| 1    | Mohamed Abukar   | PF   | Estados Unidos | Austin Toros             | San Diego State          |
| 2    | Larry Ayuso      | SG   | Estados Unidos | Iowa Energy              | USC                      |
| 3    | David Monds      | PF   | Estados Unidos | Albuquerque Thunderbirds | Oklahoma State           |
| 4    | Keith Butler     | C    | Estados Unidos | Los Angeles D-Fenders    | DePaul                   |
| 5    | Delonte Holland  | SG   | Estados Unidos | Rio Grande Valley Vipers | DePaul                   |
| 6    | Aaron Spears     | PF   | Estados Unidos | Dakota Wizards           | St. John's (NY)          |
| 7    | Russell Robinson | PG   | Estados Unidos | Reno Bighorns            | Kansas                   |
| 8    | Gavin Grant      | SF   | Estados Unidos | Utah Flash               | North Carolina State     |
| 9    | James White      | SF   | Estados Unidos | Anaheim Arsenal          | University of Cincinnati |
| 10   | Taj McCullough   | SF   | Estados Unidos | Erie BayHawks            | Winthrop                 |
| 11   | Toree Morris     | C    | Estados Unidos | Fort Wayne Mad Ants      | Pittsburgh               |
| 12   | Terrance Thomas  | SF   | Estados Unidos | Bakersfield Jam          | Baylor                   |
| 13   | Ty Morrison      | SF   | Estados Unidos | Sioux Falls Skyforce     | Creighton                |
| 14   | Ernest Scott     | SF   | Estados Unidos | Idaho Stampede           | Valdosta State           |
| 15   | Trey Gilder      | SF   | Estados Unidos | Colorado 14ers           | Northwestern State       |
| 16   | Moses Ehambe     | SF   | Estados Unidos | Tulsa 66ers              | Oral Roberts             |